# 書史會要
《書史會要》，共９卷，明代輯錄歷代書法家傳記的著作，明初陶宗儀編著。
《書史會要》編錄上古至元代的書法家傳記，約400餘人，卷一記三皇至秦代；卷二記汉代、三国；卷三記晋代；卷四記宋、齐、梁、陈、北齐、隋代；卷五記唐代、五代；卷六記宋代；卷七記元代；卷八記辽、金；卷九，书法则，摘錄前人技法理論。另有補遺１卷。明代朱謀垔另有《书史会要续编》。